# Emporia State University

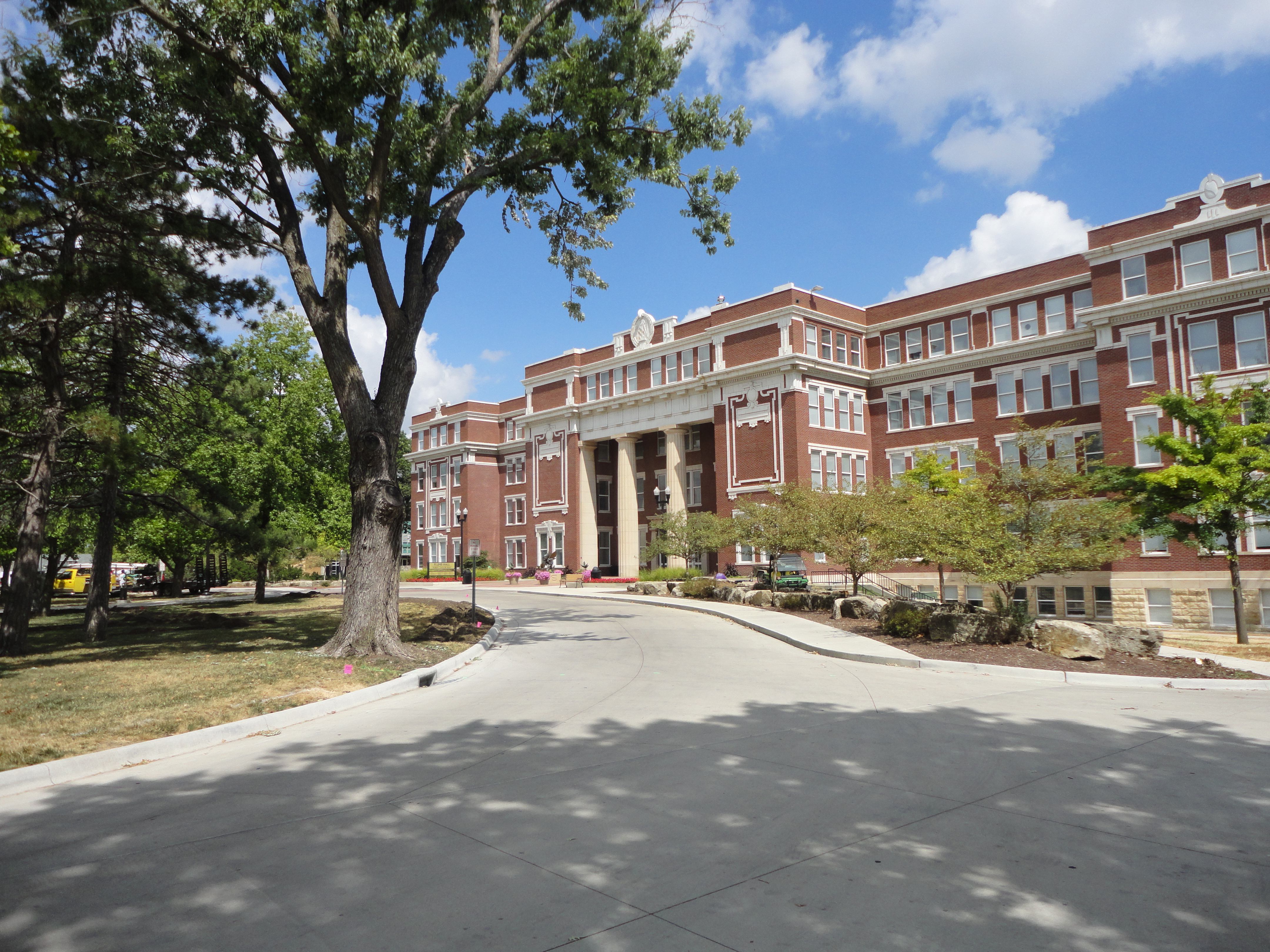
Plumb Administration Building & Albert Taylor Hall (2012)

Die Emporia State University ist eine staatliche Universität in Emporia im US-Bundesstaat Kansas. Derzeit sind etwa 6.288 Studenten eingeschrieben.

## Geschichte
Die Hochschule wurde 1863 als Kansas State Normal gegründet. Nach zwei weiteren Namensänderungen erhielt sie ihren heutigen Namen 1977.

## Sport
Die Sportteams der Emporia State University sind die Hornets. Die Hochschule ist Mitglied in der Mid-America Intercollegiate Athletic Association.

## Persönlichkeiten
- Al Feuerbach (* 1948), Leichtathlet
- Leon Lett (* 1968), American-Football-Spieler
- Sam V. Stewart (1872–1939), ehemaliger Gouverneur von Montana